# 2025년 포천 민가 오폭 사고
2025년 3월 6일, 한미 연합 훈련 도중 경기도 포천의 민간인 거주 지역에 대한민국 공군 KF-16 전투기 두 대가 좌표입력 실수로 Mk 82 폭탄 8발을 투하해 29명이 부상당하는 사고가 발생했다.
2025년 3월 10일, 포천시의 입장을 들어보면 포천시 이동면 노곡리 오폭 피해물 조사에는 모두 152건의 피해가 접수되었다. 피해 규모별로 보면 전체 파손(전파) 2건, 소규모 파손(소파) 147건, 기타(차량 등) 3건이다. 이는 사고 직후 58건에서, 9일 129건으로 늘었다가 10일이 된 하루만에 152건으로 대폭 늘어난 것이다.